# Pereskia stenantha
Pereskia stenantha es una especie de cactus que nativo de Brasil donde se encuentra en la Caatinga y el Cerrado, distribuida por Bahia y Minas Gerais.

## Descripción
Pereskia stenantha es un arbusto arborescente, ramificado en o cerca de la base, formando cepas de hasta 15 centímetros de diámetro y alcanzando de 2 a 4 metros de altura. Las hojas son diferentes de tamaño y forma, son pecioladas, obovadas a elípticas, a menudo hacia arriba ligeramente dobladas a lo largo del nervio central.  Las venas tienen de 5 a 7 ramas laterales. La nervadura central sobresale en la parte inferior. Tiene hasta 7 rígidas espinas en las areolas de las ramas, y también pueden estar ausentes, están en grupos y miden 1-5 centímetros de longitud.  Las flores son de color rosa púrpura rosa, en forma de campana y se encuentran en densas inflorescencias terminales. Alcanzan un diámetro de 1 a 2 centímetros. Los frutos son de color verde a verde amarillento. 

## Taxonomía
Pereskia stenantha fue descrita por Friedrich Ritter y publicado en Kakteen in Südamerika 1: 21, f. 3–4. 1979.
Etimología
Pereskia: nombre genérico llamado así en honor a Nicolas-Claude Fabri de Peiresc, botánico francés del siglo XVI, por quien también se nombró a la subfamilia Pereskioideae.
stenantha: epíteto latíno que significa "con flor tubular"